# Max Dresel
Max Dresel (* 1842 in  Gut Barkhausen; † 1920 in  Schloss Holte) war ein deutscher Papierfabrikant.

## Leben
Max Dresel wurde als Sohn des Weingroßhändlers Carl Dresel und der Industriellentochter Elise Tenge geboren. Er erlernte das Handwerk eines Papiermachers und studierte an der Polytechnischen Schule Zürich Ingenieurwissenschaften. Hier wurde er im Sommersemester 1861 Mitglied des Corps Rhenania.
Nach der Ausbildung trat Dresel in die 1835 von seinem Großvater, dem Industriellen und Gutsbesitzer Friedrich Ludwig Tenge, gegründete Dalbker Papiermühle ein, deren Geschäftsführer und späterer Hauptanteilseigner er wurde. Zu Beginn der 1870er Jahre baute er die Papiermühle zu einer modernen Papierfabrik um. Hierbei führte er als erster in Deutschland das Ätznatronverfahren zur Papierherstellung ein, das es gestattete, auch aus minderwertigen Hölzern und Holzverarbeitungsrückständen hochwertiges Druckpapier zu erzeugen. Wegen des gestiegenen Energiebedarfs stellte er die Produktion vom reinen Mühlenbetrieb auf Dampfmaschinen- und später auch Wasserturbinennutzung um. Neben verschiedener Arten von Papier umfasste das Produktportfolio Cellulose und Dichtungsringe aus Pappe.
1909 wandelte Dresel die Dalbker Papierfabrik von einer Personengesellschaft in eine GmbH um und übergab die Geschäftsführung an einen angestellten Geschäftsführer. Dresel wurde Hauptgesellschafter. Seine Cousine, die Schriftstellerin Dora Hohlfeld, gehörte zu den Minderheitsgesellschaftern aus dem familiären Umfeld.

## Auszeichnungen
- Max Dresel trug den Ehrentitel Geheimer Kommerzienrat.
- Für seine technische und unternehmerische Innovation auf dem Gebiet der Papierherstellung erhielt er 1873 die Fortschrittsmedaille der Wiener Weltausstellung.
- 1878 wurde ihm anlässlich der internationalen Papierausstellung in Berlin die Silbermedaille für gewerbliche Leistungen verliehen.